# Riad Shawki
Riad Shawki (in arabo رياض شوقي‎?; 1893 – 16 ottobre 1943) è stato un calciatore egiziano, di ruolo centrocampista.

## Carriera

### Nazionale
Con la nazionale egiziana partecipò sia ai Giochi olimpici di Anversa, che a quelli di Parigi.